# GE U6B
A Locomotiva GE U6B é uma locomotiva diesel - elétrica fabricada pela GE entre 1959 e 1992, sendo utilizada nos Estados Unidos da América, Brasil, Chile, Colômbia, Costa Rica, Cuba, República Dominicana, Honduras, Costa do Marfim, Paquistão, Panamá, Indonésia e Tunísia.
Um total de 135 unidades foram produzidas nos EUA, Brasil e Canadá.

## U6B no Brasil

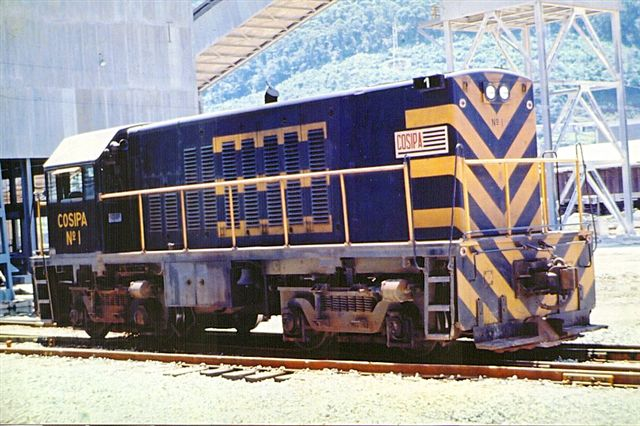
Locomotiva GE U6B nº COSIPA fotografada em Cubatão-SP. Já baixada pela empresa, paradeiro desconhecido.

Em 1960 a COSIPA comprou duas locomotivas do modelo U6B que faziam parte da 1º fase do modelo. Já as compradas pela Estrada de Ferro Central do Brasil (1967) e Estrada de Ferro Santos-Jundiaí (1967) são da 2ª fase do modelo.
Das locomotivas compradas pela Central (SR3), 15 unidades ficaram sediadas em Cachoeira Paulista (6ª divisão), sendo utilizada nas manobras da ofícina e em trens de lastro da via. Eram  conhecidas como Caterpillar. Duas destas máquinas foram cedidas para a Santos a Jundiaí, juntando-se ao lote inicial de 5 locomotivas.
Com a criação do metro de Porto Alegre e Recife, foram transferidas três locomotivas para a Trensurb (Porto Alegre) e duas para Metrorec (Recife), para serviços na via permanente.
As locomotivas da  EFSJ (SR4), inicialmente sediada na Lapa, foram todas cedidas à STU/SP (para trens de serviço). Mais tarde, com a criação da CBTU, elas foram deslocadas da STU/SP para outras regionais.
| Numeração (RFFSA) | Entrada em serviço | Destino          | Observações   |
| ----------------- | ------------------ | ---------------- | ------------- |
| 3041              | outubro de 1967    | Operada pela MRS |               |
| 3042              | outubro de 1967    | Operada pela MRS |               |
| 3043              | outubro de 1967    | Operada pela MRS |               |
| 3044              | outubro de 1967    | Operada pela MRS |               |
| 3045              | outubro de 1967    | Operada pela MRS |               |
| 3046              | outubro de 1967    | Operada pela MRS |               |
| 3049              | outubro de 1967    | Operada pela MRS |               |
| 3053              | outubro de 1967    | Operada pela MRS |               |
| 3048              | outubro de 1967    | Trensurb         |               |
| 3052              | outubro de 1967    | Trensurb         |               |
| 3050              | outubro de 1967    | Metrorec         |               |
| 3051              | outubro de 1967    | Metrorec         |               |
| 3059              | outubro de 1967    | CPTM             |               |
| 3047              | outubro de 1967    | Desconhecido     | Ex SR-3 RFFSA |
| 3054              | outubro de 1967    | Desconhecido     | Ex CBTU-SP    |
| 3055              | outubro de 1967    | Desconhecido     | Ex CBTU-SP    |
| 3056              | outubro de 1967    | Desconhecido     | Ex CBTU-SP    |
| 3057              | outubro de 1967    | Desconhecido     | Ex CBTU-SP    |
| 3058              | outubro de 1967    | Desconhecido     | Ex CBTU-SP    |
| 3060              | outubro de 1967    | Desconhecido     | Ex CBTU-SP    |

## Tabela
| Modelo | Potência (HP) | Bitola (m)    | Fabricante       | Origem               | Ano de Fabricação |
| ------ | ------------- | ------------- | ---------------- | -------------------- | ----------------- |
| U6B    | 700           | 0,914 a 1,676 | General Electric | EUA, Brasil e Canadá | 1959 a 1992       |

## Proprietários Originais
A seguir são listados os proprietários originais das locomotivas compradas junto à GE.
Lancaster and Chester Railroad Estados Unidos 1,435 m 1 [1]
Santa Maria Valley Railroad Estados Unidos 1,435 m 1 [1]
Hampton and Branchville Railroad Estados Unidos 1,435 m 2 [1]

## Atualidade
- A MRS opera como manobreiras 8 locomotivas U6B oriundas da Estrada de Ferro Central do Brasil.
- A Metrorec e Trensurb operam essas máquinas.